# Jean-Baptiste Leonetti
Pour les articles homonymes, voir Leonetti.
Jean-Baptiste Leonetti est un réalisateur français, issu du monde de la publicité.

## Filmographie
- 2003: Le Pays des ours (moyen métrage)
- 2011 : Carré Blanc
- 2015 : Hors de portée (Beyond The Reach)
- 2023 : Tondex 2000 (court métrage)
- 2026 : Ceux qui comptent

## Distinctions
- 2012 : Prix du film singulier francophone pour Carré Blanc